# Agnación
En el derecho romano, la agnación o parentesco agnaticio, es el parentesco jurídico que se fundamenta en la potestad del pater familias y no supone, necesariamente, relación de sangre. Así, los agnados son aquellas personas que están sometidas a la potestad del pater o que lo estarían si viviese todavía el pater familias. La mujer no es agnada de sus hijos sino en el caso de hallarse unida al pater familias en matrimonio cum manu, caso en el cual su condición es la de hermana agnaticia de sus hijos.
Para que exista agnación no es necesario que exista un vínculo de sangre. Por la adoptio o el matrimonio cum manus se crea la patria potestas mediante un negocio jurídico. El resultado es la subordinación a un mismo pater. 
De esta forma tenemos que el parentesco agnaticio está determinado por el matrimonio cum manu en relación con la mujer y mientras aquella subsista, y por la patria potestad en relación con los descendientes legítimos, legitimados, adrogados y adoptados.
Conviene destacar que el parentesco agnaticio solo se transmite por vía de varón, per virilem sexum, siendo la mujer, en este sentido, finium familia.  En este sentido, algunos autores justifican lo anterior sosteniendo que, por razones económicas y sociales, el pater se interesa de manera particular por la crianza de los varones y control de la prole masculina y, para ampliar el número de los varones dentro del grupo familiar, se mantiene un sistema de dependencia de los hijos a perpetuidad. En cambio, se "exporta" las hermanas a otros grupos y se "importa" de aquellos a las cónyuges. Al respecto Guillermo Margadant señala que en el derecho romano encontramos, desde sus comienzos, un sistema estrictamente patriarcal; solo el parentesco por línea paterna cuenta en derecho. 
El parentesco agnaticio tuvo mayor importancia en los aspectos religioso y político que en el derecho privado, en el cual fue muy pronto suplantado por el parentesco cognaticio.  
Por otra parte, la muerte (a la que se equipara la pérdida de ciudadanía y la de la libertad) del pater no disuelve la agnación entre quienes fueron sus sometidos (la familia comune iure estaba conformada precisamente por todas las personas que habían estado sometidas a la potestad del pater fallecido), pero las personas libres que encontraban inmediatamente sometidos a su potestad pasan a constituir distintas familias, aunque sigan viviendo juntas. Lo mismo ocurre con el que es emancipado, pues también este al hacerse independiente, tiene su propia familia.